# Holbonäs säteri

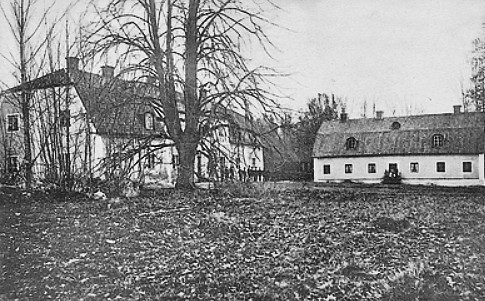
Holbonäs gård, gamla huvudbyggnaden till vänster och flygeln rakt fram, 1907.

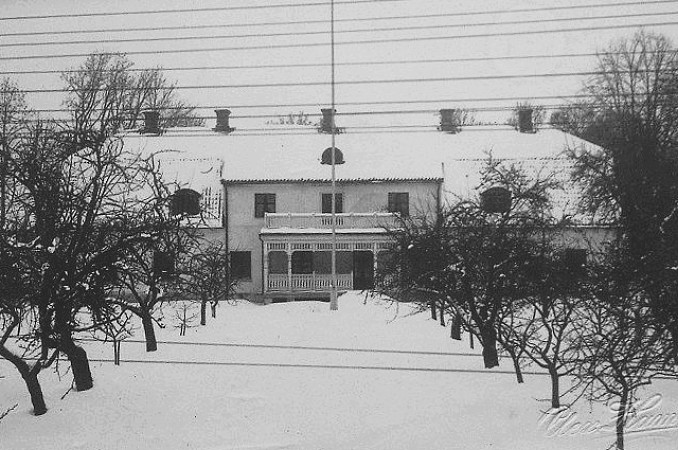
Gamla huvudbyggnaden. Bilden är tagen från den gamla stambanan i januari 1916, därav alla telefontrådar.

Holbonäs säteri (även Hålbonäs) är ett säteri i Katrineholms kommun i Södermanlands län, i Sköldinge socken. Det är beläget på en udde i sjön Valdemaren, nära Västra stambanan och Riksväg 55/57. Gården är ett byggnadsminne.

## Historik
Holbonäs är känt sedan 1450-talet. och därifrån har den medeltida Hålbonäsätten fått sitt nuvarande namn, vilken under senare delen av 1400-talet ägde gården, som efter att ätten utdog, sedan genom giftermål gick i arv inom släkterna Lilliehöök, Fleming, Ryning, Ribbing, med flera. Mellan 1810 och 1906 innehades det av den grevliga släkten Mörner.
År 1906 såldes gården med tillhörande skogsegendomar till Backa-Hosjö aktiebolag, som där anlade ett sågverk. 1918 lade bolaget ned verksamheten på Holbonäs.
Den 12 juni 1935 brann huvudbyggnaden ned, och den kvarvarande av de från början två flyglarna blev då manbyggnad. Denna nuvarande huvudbyggnad är en timmerbyggnad från omkring 1740, byggd i en våning med inredd vind och brutet tak täckt med tegel. Fasaderna är rappade och rosamålade, men var antagligen ursprungligen panelade. På gården finns också ett tegelmagasin med vit rappning, ett magasin i trä, ett stall och några statarbostäder.